# Жумагазиев, Даурен Нурдаулетович
Дауре́н Нурдауле́тович Жумагази́ев (род. 18 июля 1989) — казахстанский борец вольного стиля, мастер спорта международного класса.

## Биография
Борьбой занимается с 5 лет. После 7 класса переехал в Алматы. Тренер — заслуженный тренер Казахстана Руслан Умралиев. Победитель чемпионата Азии — 2011. Участник Олимпиады — 2012 в Лондоне.